# ليكس غرانت
ليكس غرانت (بالإنجليزية: Lex Grant)‏ هو لاعب كرة قدم بريطاني في مركز الهجوم، ولد في 27 فبراير 1962 في غلاسكو في المملكة المتحدة. لعب مع نادي كلايدبانك ‏.